# Waitekauri (rivière)
Ne doit pas être confondu avec la rivière Waitekuri.
La rivière 'Waitekauri  (=anglais : Waitekauri River)est un cours d’eau de la région de  Waikato de l’Île du Nord de la Nouvelle-Zélande.

## Géographie
Elle s’écoule vers le sud à partir de la chaîne de  Coromandel  au pied de la Péninsule de Coromandel pour atteindre la rivière Ohinemuri à six kilomètres à l’ouest de la ville de Waihi.